# Меотские поселения в Азове

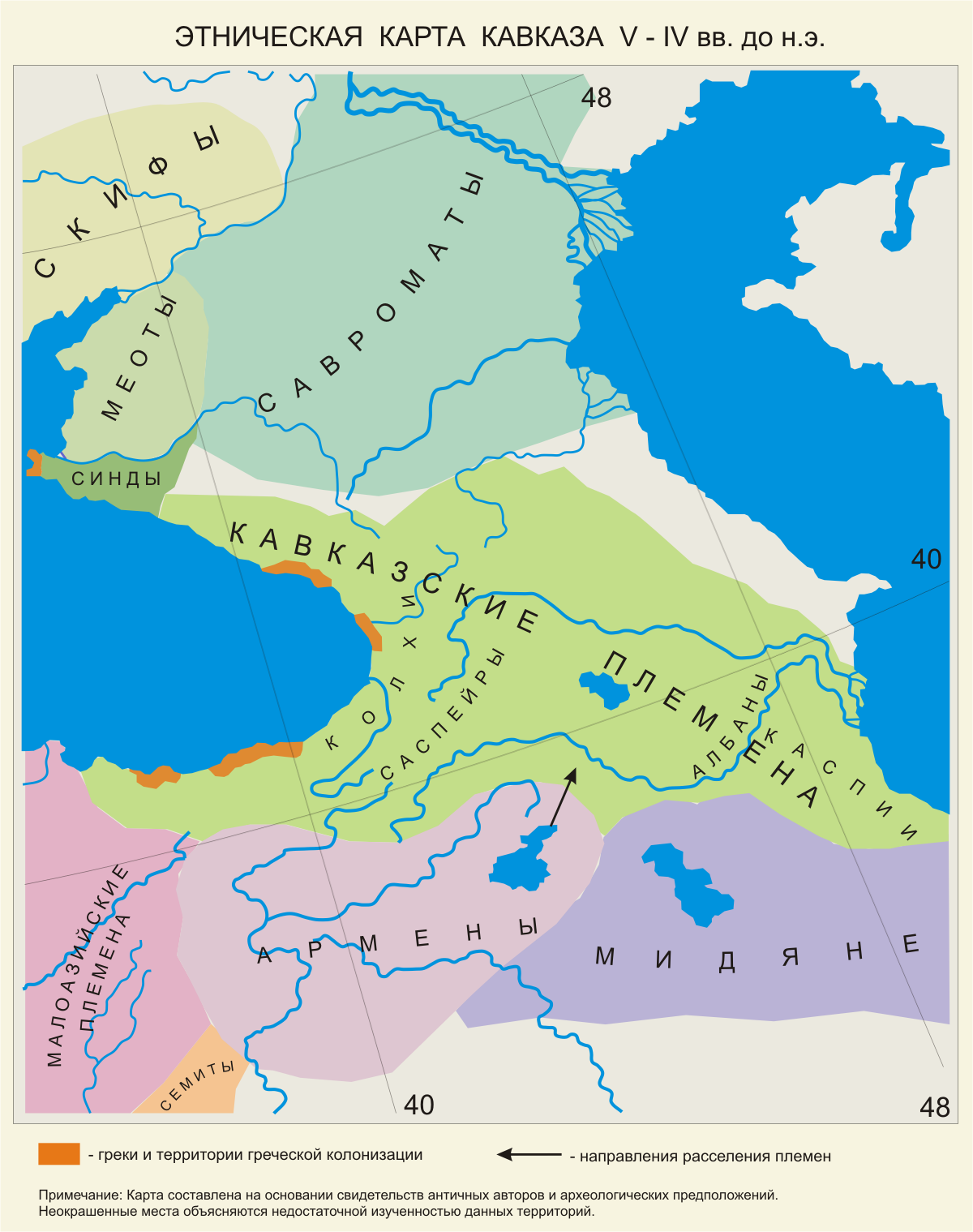
Расселение Mеотов

 Меотские поселения в Азове — поселения воинствующих племен меотов в районе города Азов Ростовской области.

## История
Меоты относятся к древним индоевропейским племенам, расселенными на восточном и юго-восточном побережьях Азовского моря. Меоты представляли собой воинствующие племена, проживавшие на Кубани. Со временем, под влиянием боспорских правителей, меоты, как наёмники, расселились в степях Донского края, чтобы контролировать там греко-сарматскую провинцию: Танаис и Ростовские городища. Городища, построенные на территории нынешнего города Азова, находились на возвышенностях мыса, были окружены насыпными валами и глубокими рвами, вырытыми для защиты от врагов. Племена меотов отличались умелым владением навыков ведения боя, среди них были бесстрашные воины.
Впервые о городищах на территории современного города Азова писал в своих трудах во втором веке нашей эры Птолемей. На территории города находятся остатки древнего Подазовского городища Потарва и крепостного городища Паниардис.
Городище Патарва изучено археологами. Культурный слой достигает толщины 6 метров. Расположен он на западе города Азова. В городище были найдены остатки оборонительных рвов и вала. Поселение Патарва не защищалось крепостью. Его жители занимались земледелием, разведением скота и рыболовством. Меоты вели торговлю с торговцами Танаиса и степными кочевниками аланами. Они продавали зерно и рыбу. В городище процветало гончарное мастерство. Здесь была найдена печь, в которой отжигали керамическую посуду.
Жилища древних меотов были турлучные. Стены сплетались из прутьев, обмазывались глиной, крыша накрывалась связками камыша. Дома имели два отделения, в одном жили люди, в другом находились зимой домашние животные. На древнем Подазовском городище были найдены многочисленные фрагменты серо-лаковой керамики с Кавказа и Кубани, красно-лаковой керамики из Боспора, греческих амфор. Это доказывает наличие торговых связей с соседями.
Городище Паниардис расположено в центре Азова. Городище плохо сохранилось, остались лишь небольшие фрагменты. С запада и с юга Паниардиса находится большой древний некрополь, что говорит о больших размерах городища.
Эти два древних античных поселения в Азове просуществовали до III века нашей эры. Археологи не нашли следов разрушений после военных действий, а значит жители двух меотских городов просто покинули эти места, забросив свои дома.
Меотское поселение рыбаков найдено осенью 13 октября 2011 года при спасательных работах под Азовом. Место раскопок поселение рыбаков предназначалось для строительства городского порта. В древнем поселении было обнаружено три слоя.
Первый слой относится к меотскому времени (I—IV век нашей эры), второй  — к алано-булгарскому (VIII—IX век нашей эры), третий  — золотоордынского периода (XII—XIII век). Уникальным является поселение времён Золотой орды (1224—1483). Здесь археологи при раскопках обнаружили сохранившуюся структуру древнего поселения, поливную систему с местами, где находились водоподъемные колеса. В этом селении люди занимались земледелием, для чего использовали воду реки для полива растений. Здесь также был найден могильник XII—XIII веков.